# Pere Vilanova
Pere Vilanova (Barcelona, 1988) és un músic i poeta català que ha publicat fins avui dia 9 treballs discogràfics, 4 llibres de poesia i ha estat traductor del poeta francès Arthur Rimbaud. Els seus discos a cavall del folk, el pop i el rock han estat produïts per productors com Dani Ferrer (Love of Lesbian) o Pau Romero (Jordi Montáñez, VerdCel) i en tots els seus treballs, Vilanova ha comptat amb el disseny d'artistes com Paula Bonet, Marta Font o Sergi Solans. El 2008, el single del primer disc Titans va ser escollit entre les millors cançons en català de l'any en els Premis Enderrock i el 2014 els videoclips del seu quart disc Les Tres Estacions van ser estrenats pel diari ARA i per la revista Nació Digital. A més d'escriure les seves lletres, Pere Vilanova també és autor de diverses musicacions de poetes, entre ells, Carles Duarte i Joan Vinyoli a qui Vilanova va dedicar dues antologies senceres. Altres poetes musicats en els seus discos són William Shakespeare, Emily Dickinson o William Butler Yeats. Pere Vilanova canta en català, anglès i francès i ha fet concerts tant a arreu dels Països Catalans com a Bèlgica, França, Lituània i diversos països d'Àsia. Després de treballar amb diverses discogràfiques, actualment Pere Vilanova publica els discos ell mateix. El 2016, després de publicar un Disc en Directe a la Llibreria La Memòria de la Plaça de la Vila de Gràcia és seleccionat com a finalista del Premi Terra i Cultura que atorga Lluís Llach a la millor poesia musicada de l'any. El novembre de 2016 torna a entrar a l'estudi de gravació per enregistrar amb Albert Palomar l'inquietant disc Meranti inspirat en un dels tifons que va assolar l'illa de Taiwan on Vilanova va viatjar a fer concerts amb la seva parella, la jove artista taiwanesa Huanyu. En aquest sentit, juntament amb la poeta i editora Laia Noguera i amb el disseny de Francesc Gelonch i la parella del cantautor, Vilanova publica a principis de desembre de 2016 el que serà el seu tercer poemari, "L'oracle del drac. El llibre dels canvis", un llibre dissenyat per ser utilitzat com a font de consulta i basat en l'I Ching (Yijing) xinès. El setembre de 2017, Pere Vilanova publica el seu 10è treball en format digital, Lu (Aviram Estudi, Manresa). El 2018 el poema Chen La Commoció (El tro) ha estat musicat per les bandes Salvatge Cor i la cantautora Ju. Ambdós projectes musicals van competir a la final del concurs Sona9. La cantautor Ju inclou la cançó al seu disc Bandera Blanca (RGB, 2018). El desembre de 2018 Pere Vilanova publica el seu últim poemari fins al moment, anomenat Lanyu (AdiA Edicions), un treball inspirat en la música dels artistes Grandaddy, Jason Lytle, Laura Veirs i Lala Hsu i que agafa els paisatges de l'illa-orquídia (Orchid Island) propera a Taiwan com a al·legoria.

## Discografia
- 2017: Lu (Aviram, Manresa)
- 2016: Meranti (Aviram, Manresa)
- 2016: Directe a la Memòria (Canela Records, Disc en directe, Barcelona)
- 2015: L'Encanteri (KUB Creacions Musicals, Antologia de Joan Vinyoli, Barcelona-Taipei)
- 2014: Chapitre 7 (la tendresse) (KUB Creacions Musicals, Barcelona)
- 2014: Les Tres Estacions (Right Here Right Now, DiscMedi/Blau, Barcelona-Gant)
- 2013: The Songs from the Ghent Season (Autoeditat, Barcelona-Gant)
- 2011: Una Magrana d'Astres (Curbet Edicions, Antologia de Carles Duarte, Barcelona)
- 2008: All the heavy days are over (Aixopluc Estudis, Barcelona)
- 2008: Titans (Aixopluc Estudis, Barcelona)

## Poemaris
- 2018: Lanyu (AdiA Edicions, Calonge, Mallorca)
- 2016: L'oracle del drac. El llibre dels canvis (Editorial Fonoll, Juneda)
- 2014: Korenlei / Les Tres Estacions (Curbet Edicions, Catalunya-Bèlgica)
- 2009: Les Arrels Impossibles (Ploion Editors, Catalunya-Bèlgica)

## Traduccions
- 2015: 10 Poemes somiats per a l'infern (Traduccions d'Arthur Rimbaud, Col·lecció Bèsties, Edicions Poncianes)